# Ganterschwil
Ganterschwil ist eine ehemalige politische Gemeinde und eine Ortschaft in der Gemeinde Bütschwil-Ganterschwil im Wahlkreis Toggenburg des Kantons St. Gallen in der Schweiz. 

## Geographie

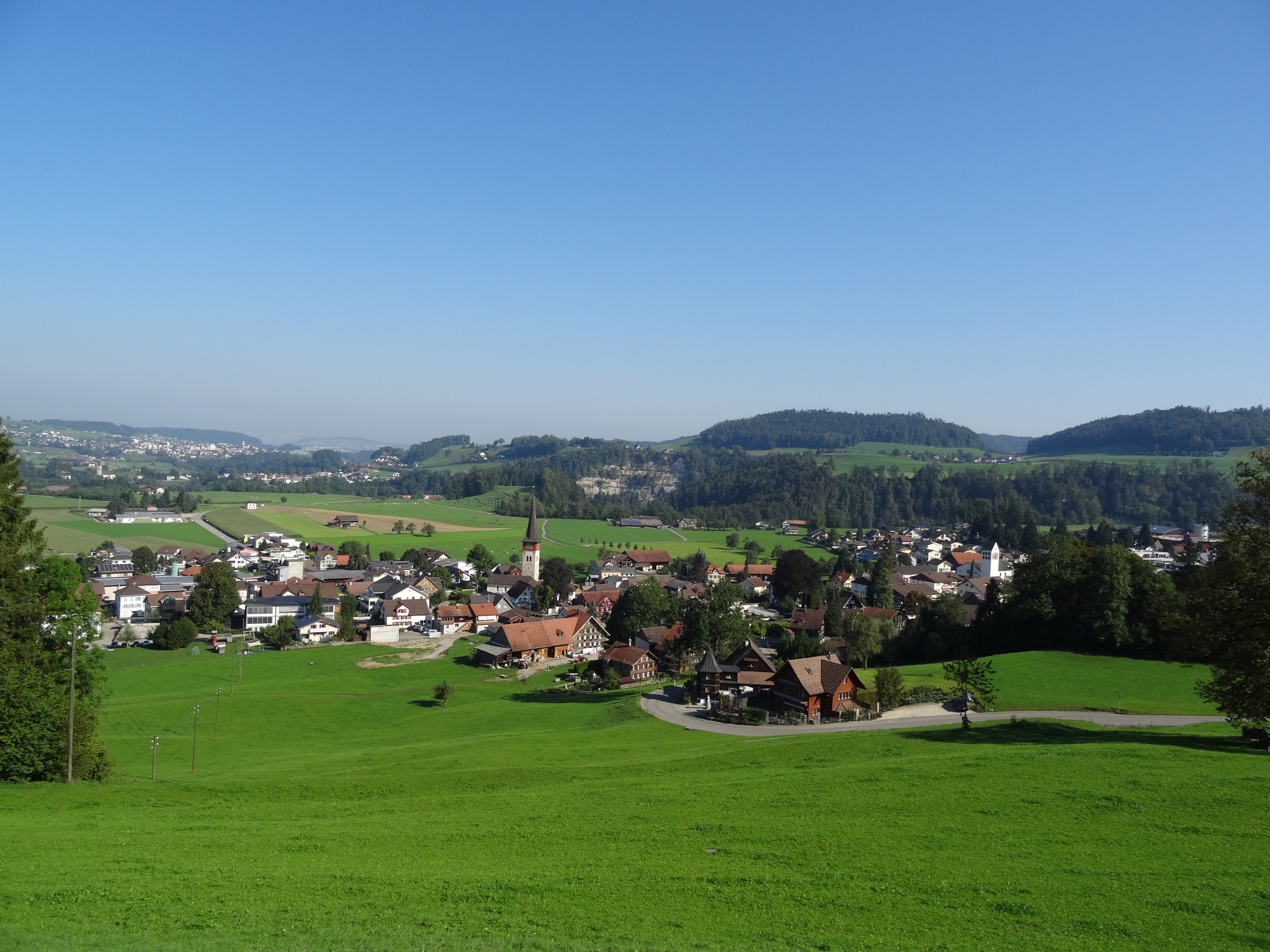
Ganterschwil

Ganterschwil liegt auf einer Hochfläche zwischen den Flüssen Thur und Necker. Zu Ganterschwil gehören zahlreiche Einzelhöfe sowie die Weiler Äwil, Anzenwil, Bleiken, Ötschwil und Tobel. Die Gemeinde grenzte westlich an Bütschwil, nördlich an Lütisburg, östlich an Mogelsberg und südlich an Oberhelfenschwil. Die Gemeindegrenze wurde auf drei Seiten von den Flüssen Thur und Necker gebildet, nur von Süden her kann Ganterschwil ohne Brückenüberquerung erreicht werden.

## Geschichte
Ganterschwil wurde 778/779 erstmals urkundlich erwähnt. Die Abteien St. Gallen und Magdenau sowie die Grafen von Toggenburg hatten in Ganterschwil Grundbesitz. Neben deren Eigenleuten erscheinen urkundlich auch Angehörige des niederen Adels, z. B. Wenzel von Ganterschwil im Jahr 1102. Im 15. Jahrhundert gehörte Ganterschwil zur Vogtei der Grafen von Toggenburg, bis 1798 zum Gericht Mogelsberg. Nach dem Verkauf des Toggenburgs an den Abt von St. Gallen 1468 wurde Ganterschwil dem Landvogt von Lichtensteig unterstellt.

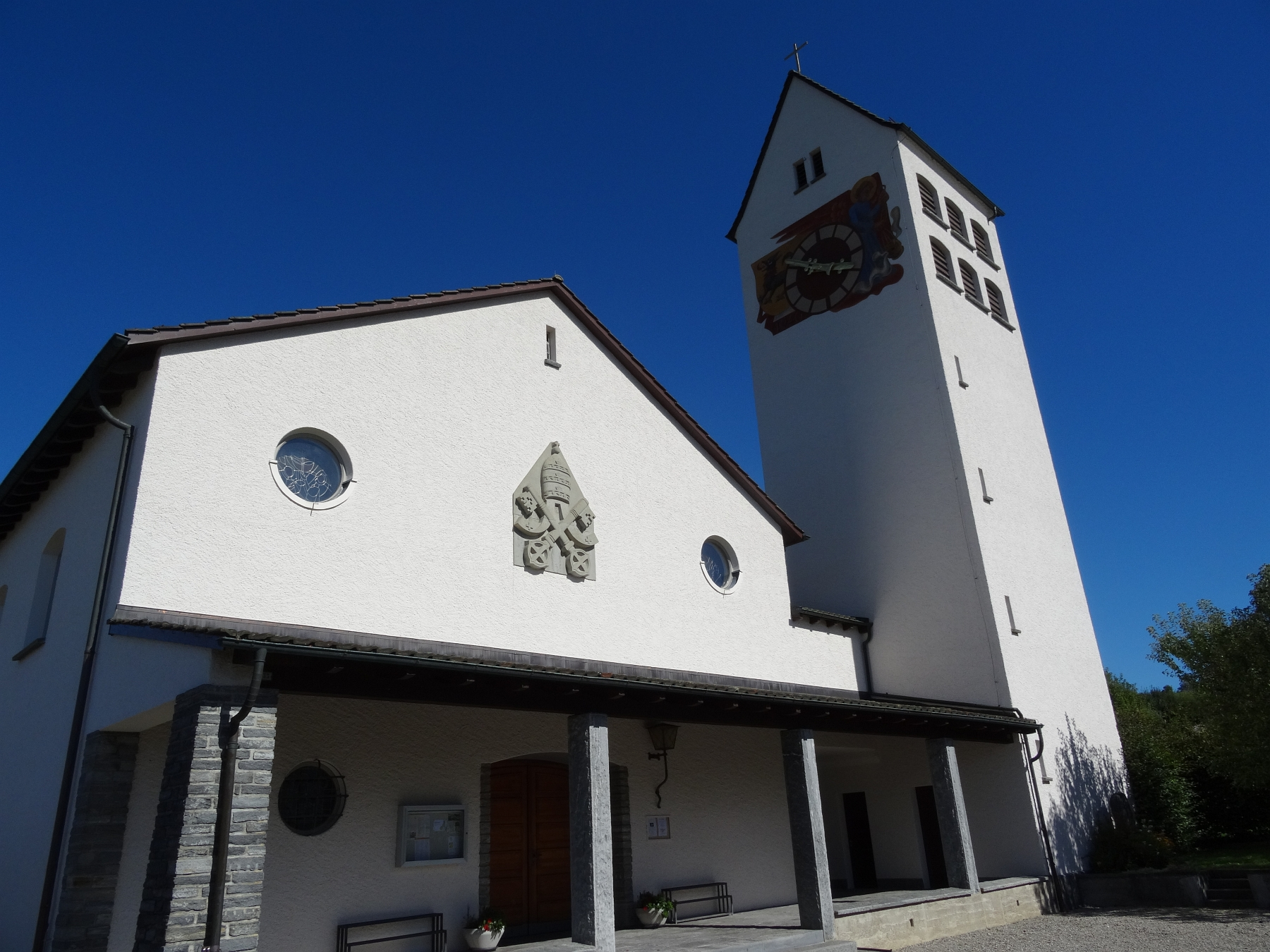
Katholische Kirche in Ganterschwil

Das Patronatsrecht der ursprünglich Maria geweihten Kirche wurde 1361 erwähnt und kam der Abtei St. Gallen zu. Die 1375 bei Ötschwil gegründete Einsiedelei mit Kapelle wurde 1865 aufgelöst. Nach 1528 bildete sich eine reformierte Kirchgemeinde, die seither neben der katholischen Kirchgemeinde besteht. Nach dem Bau einer katholischen Kirche im Jahr 1939 wurde die paritätische Pfarrkirche den Reformierten überlassen. Das Dorfrecht, 1621 erwähnt, regelte die innere Ordnung.

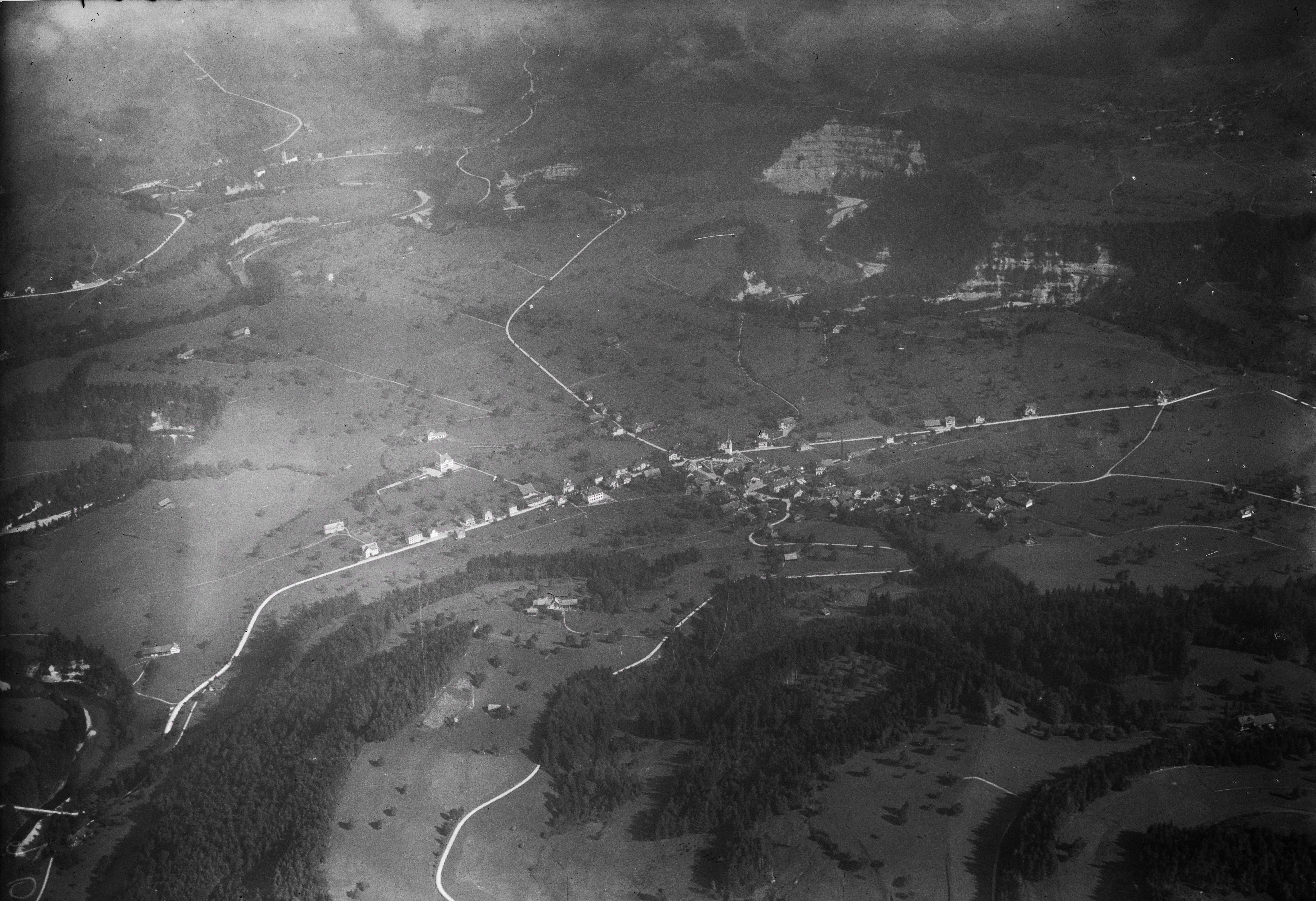
Luftbild von Walter Mittelholzer aus dem Jahr 1923

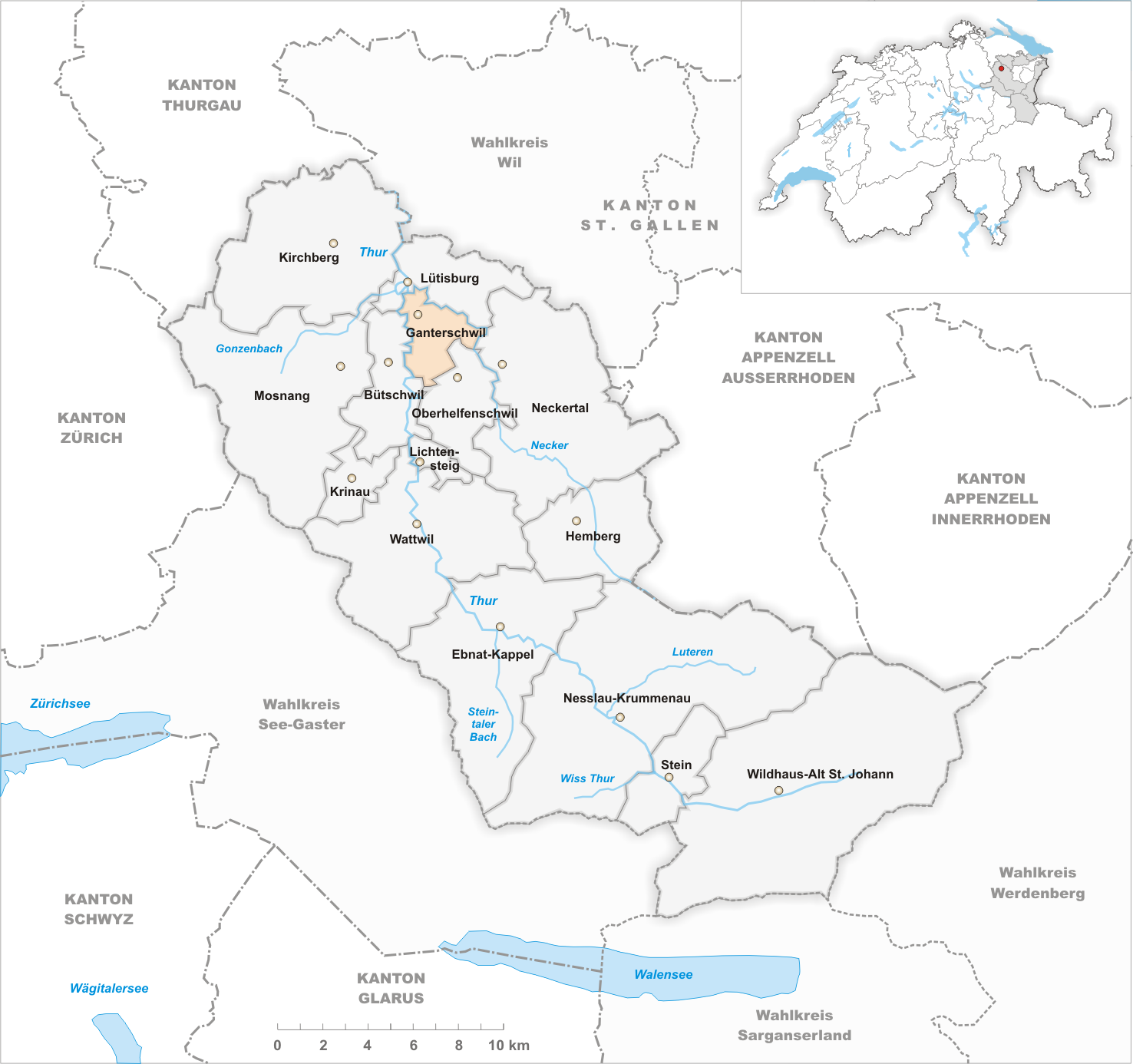
Gemeindestand vor der Fusion im Jahr 2013

Es wurden vor allem Korn und Hafer angebaut und in drei Mühlen verarbeitet. Ab dem 18. Jahrhundert gewann die Lohnweberei an Bedeutung. In Hengarten wurde bis 1863 Tuffstein abgebaut. Aus Familienbetrieben entwickelten sich kleine Textilfabriken, wie jene von Johann Georg Berlinger. Im 19. Jahrhundert löste die Vieh- und Milchwirtschaft den Getreideanbau ab. Im Jahr 1992 bestanden zwei Käsereien.
Die 1863 gegründete private Sekundarschule Bütschwil-Ganterschwil ging 1913 an die beiden Gemeinden über.
Nach der Krise der Textilindustrie ab 1918 konnten nur noch kleinere Betriebe errichtet werden. 2000 war rund die Hälfte der erwerbstätigen Bevölkerung im Dienstleistungssektor beschäftigt. Das 1913 vom reformierten Pfarrer Alfred Lauchenauer für sozial benachteiligte Kinder gegründete Heim entwickelte sich zum Kinder- und Jugendpsychiatrischen Zentrum. Sonnenhof
Mit der Gründung des Kantons St. Gallen 1803 wurde Ganterschwil eine eigenständige politische Gemeinde im Bezirk Untertoggenburg. 2011 fanden in Ganterschwil und Bütschwil Abstimmungen über eine Gemeindefusion statt. Die Abstimmung wurde in Ganterschwil mit einem Ja-Anteil von 54 % angenommen. Die neue Gemeinde wurde per 1. Januar 2013 gegründet und trägt den Namen Bütschwil-Ganterschwil.

## Bevölkerung
| Die zur Anzeige dieser Grafik verwendete Erweiterung wurde dauerhaft deaktiviert. Wir arbeiten aktuell daran, diese und weitere betroffene Grafiken auf ein neues Format umzustellen. (Mehr dazu) |

Im Jahr 2000 waren 603 Ganterschwiler katholisch und 398 reformiert.

## Verkehr
Von Ganterschwil führen Strassen in die Nachbarorte Lütisburg, Bütschwil und Oberhelfenschwil. Über eine parallel zum Necker verlaufende Strassenverbindung lassen sich Nassen, Degersheim, Mogelsberg und Brunnadern erreichen.
Postautolinien verbinden Ganterschwil im Halbstundentakt mit dem Bahnhof Bütschwil und mit Lütisburg
und in den Hauptverkehrszeiten mit Flawil.

## Wirtschaft
In Ganterschwil gibt es viele kleinere Gewerbebetriebe, die Arbeitsplätze bieten. Das bekannteste Unternehmen ist die Firma Berlinger, die in der Bandproduktion tätig war und heute eine weltweit führende Rolle in der Produktion von Dopingkontrollsystemen (fälschungssichere Probengläser) einnimmt.

## Sehenswürdigkeiten
In der ehemals paritätischen Pfarrkirche (heute als Evangelische Kirche genutzt) befinden sich unter dem Schutz der Eidgenossenschaft stehende im Jahr 1941 entdeckte und restaurierte Fresken aus dem Mittelalter.

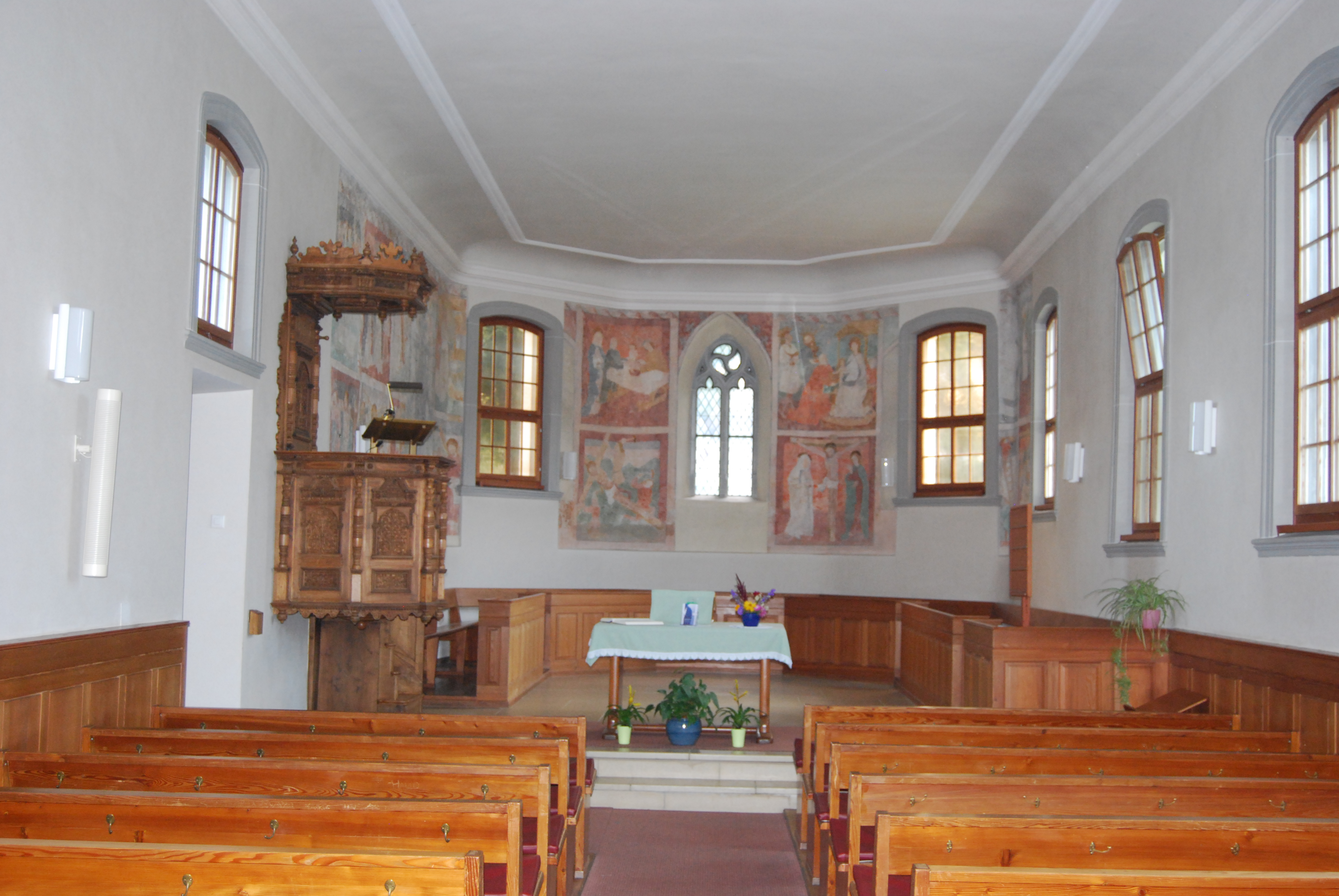
Innenansicht der Kirche
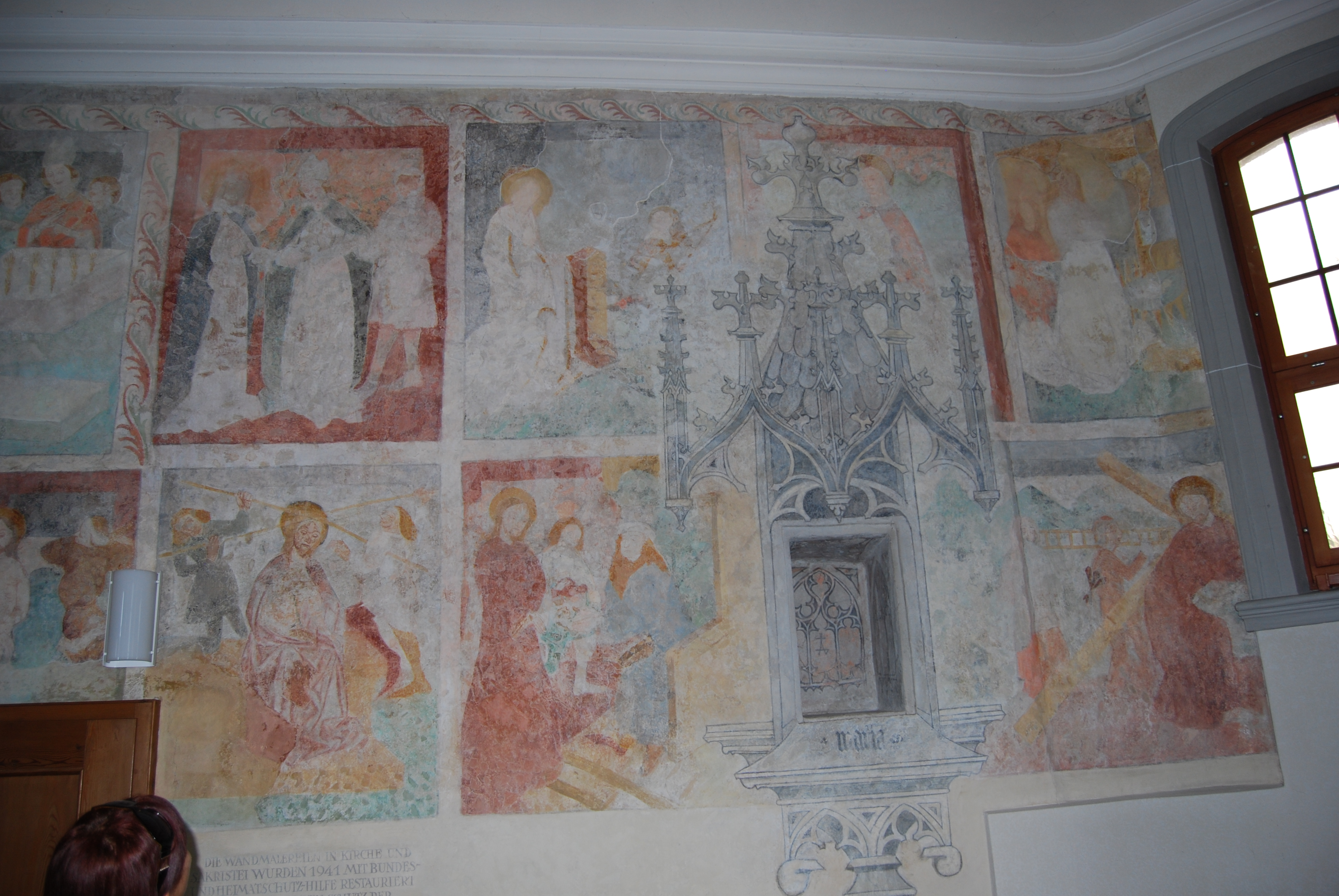
Mittelalterliche Fresken in der Kirche
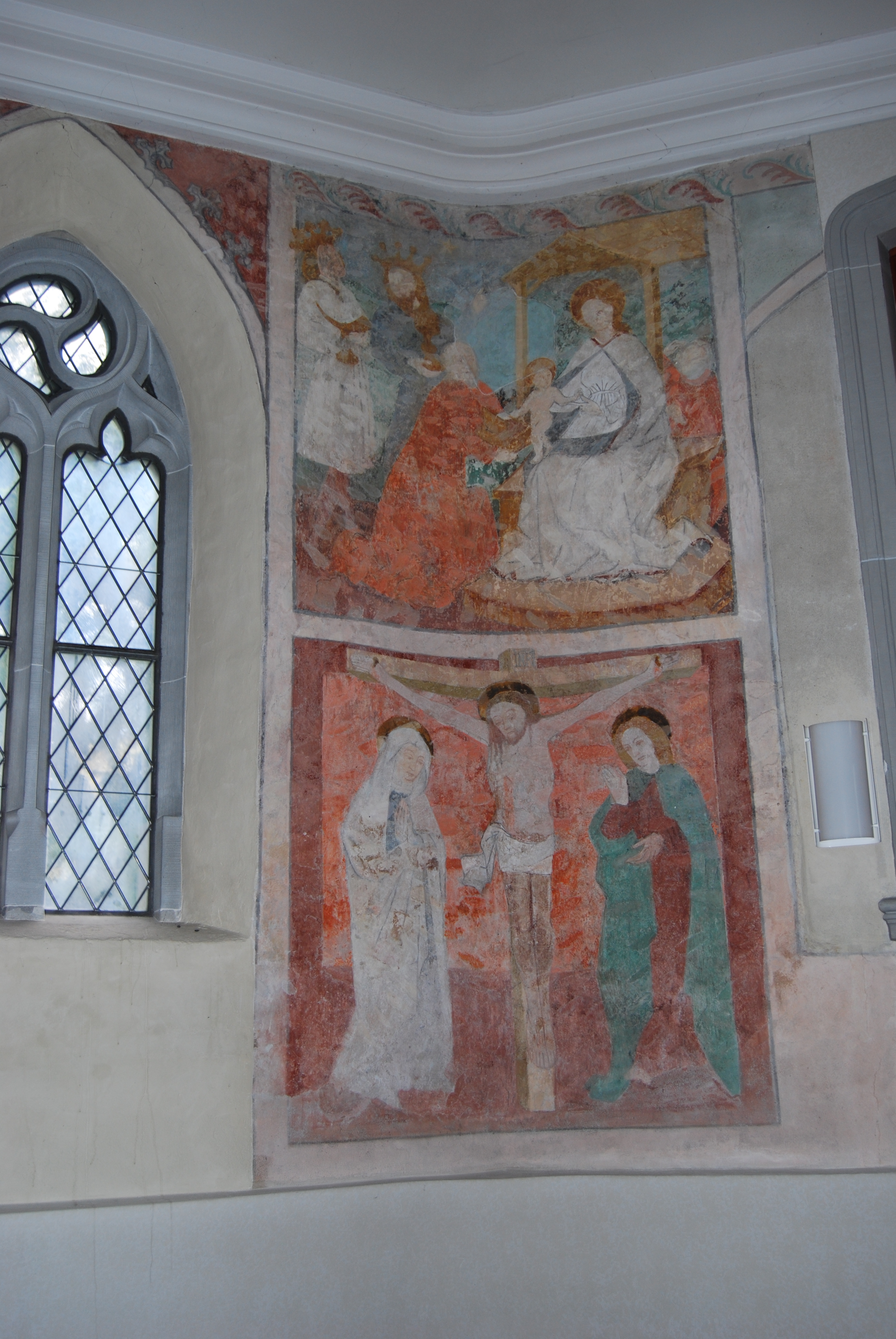
Fresken in der Kirche
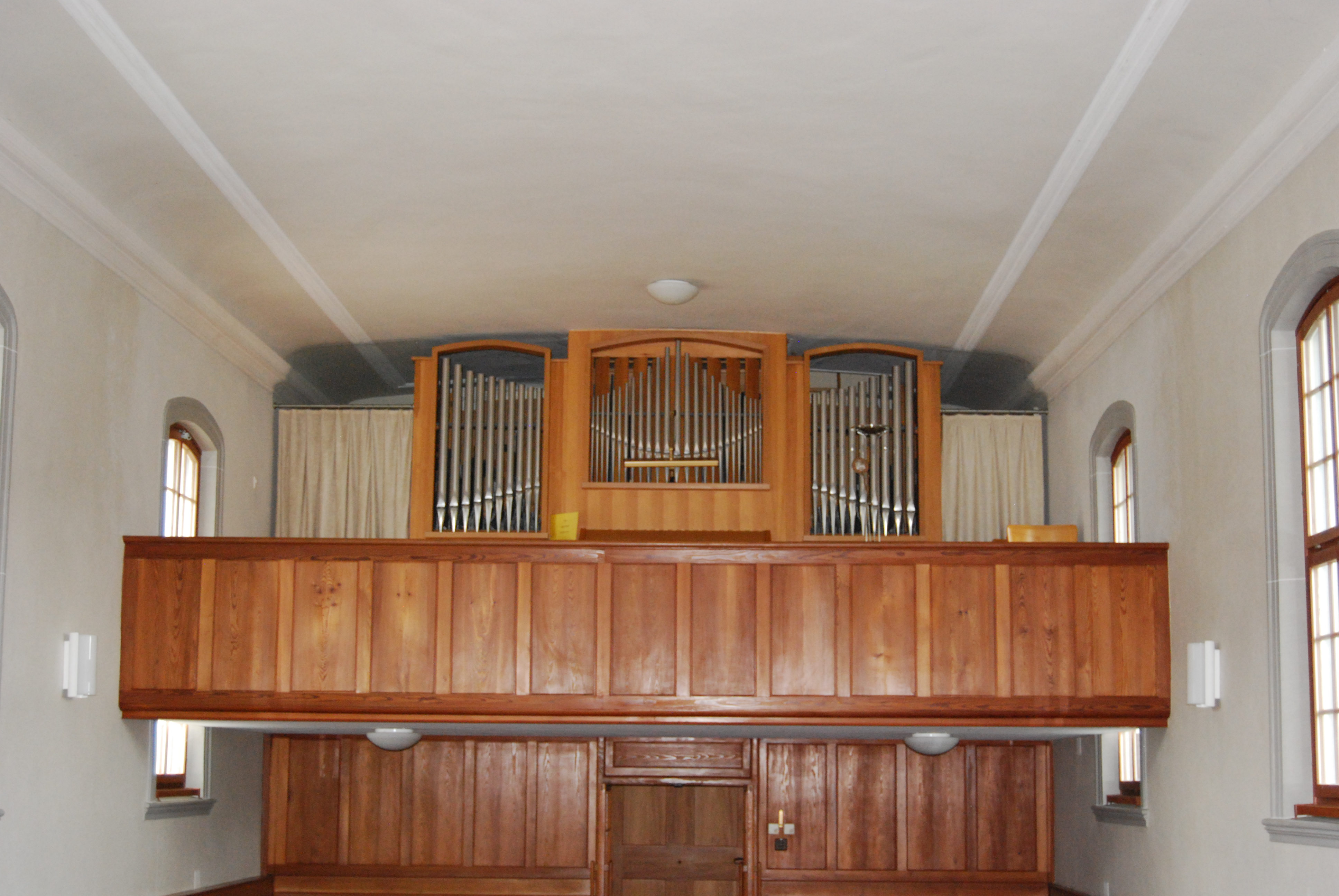
Empore mit Orgel

Über Thur und Necker führen drei gedeckte Holzbrücken nach Ganterschwil.

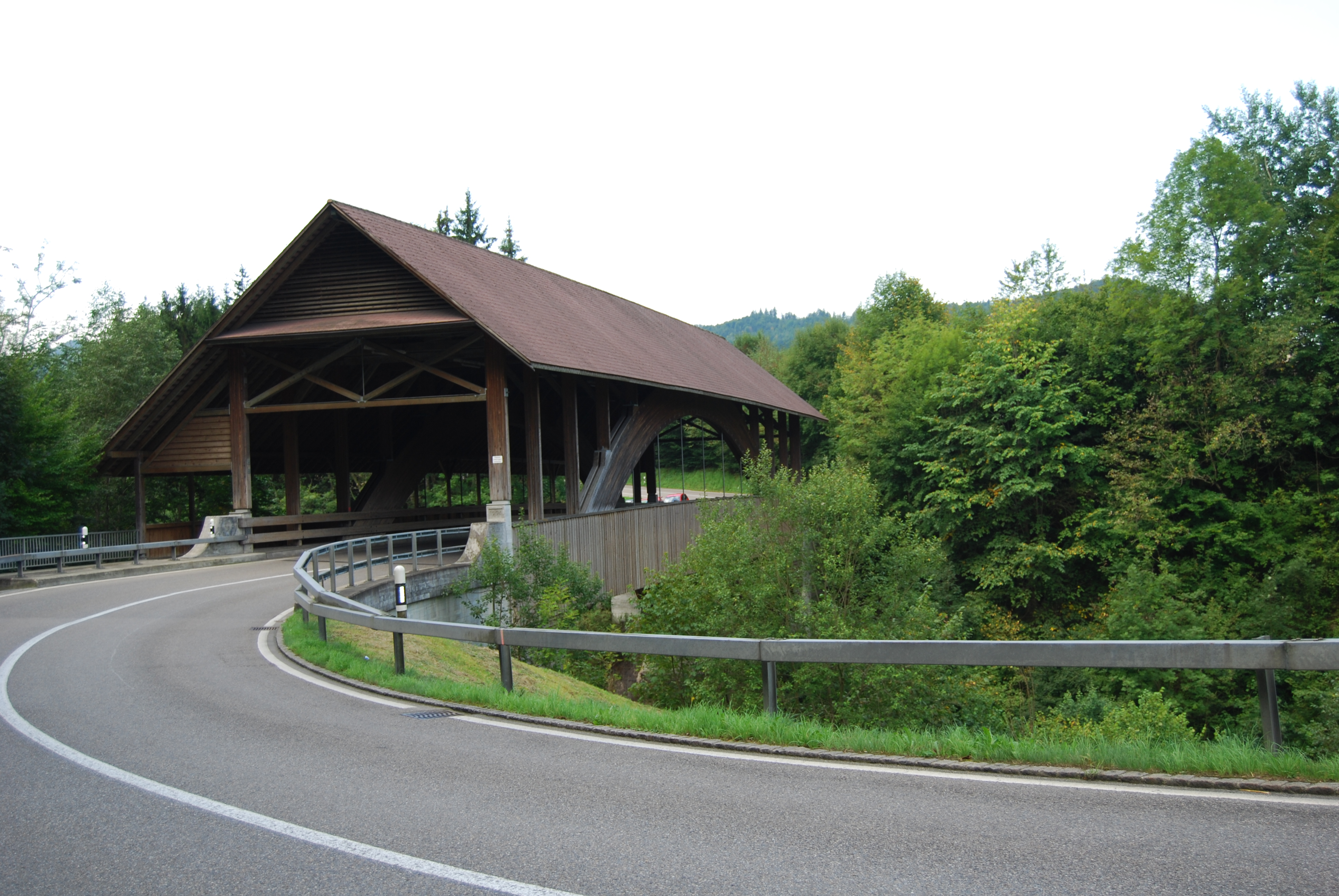
Holzbrücke von Bütschwil über die Thur
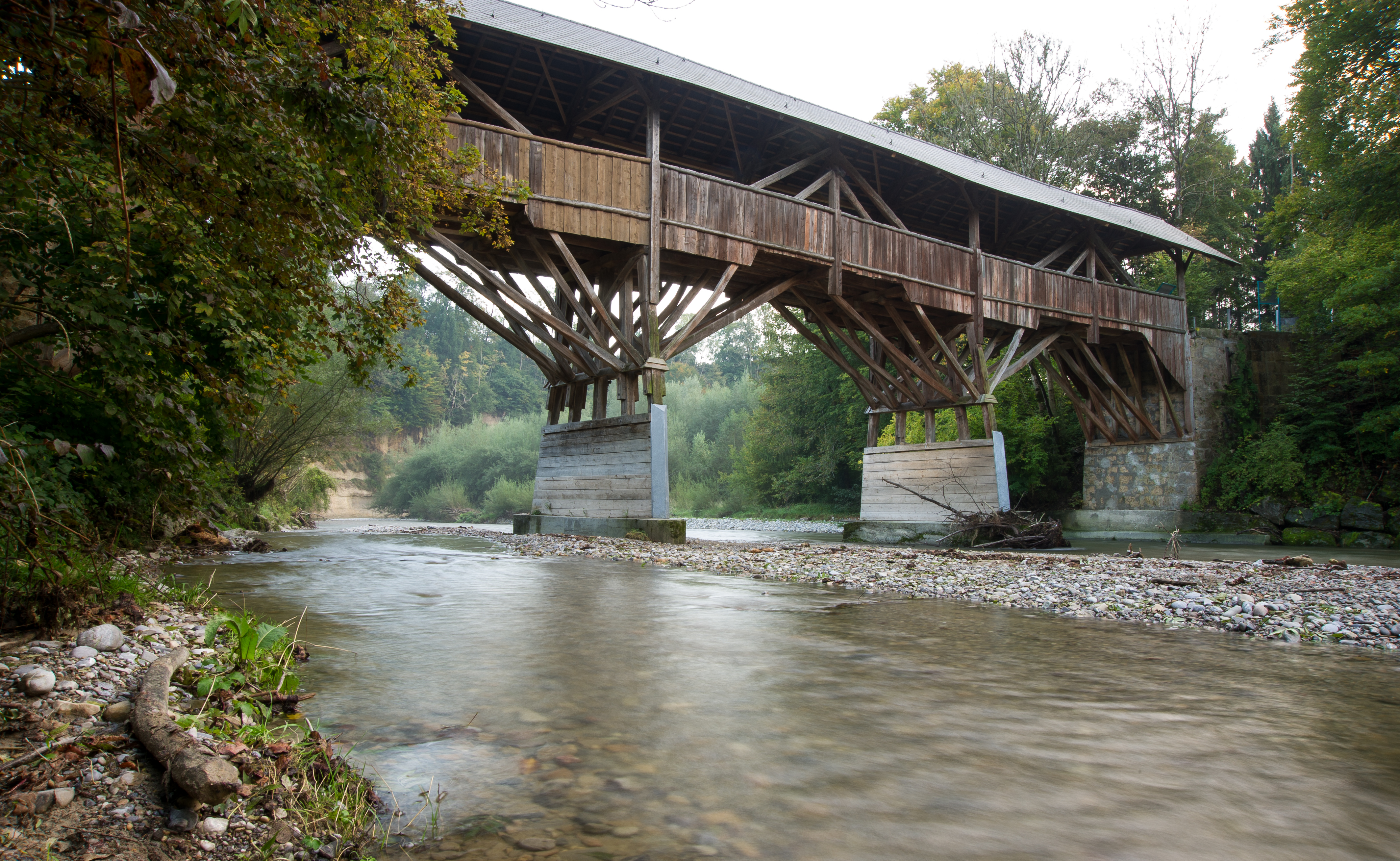
Alte Letzibrücke von Lütisburg über den Necker
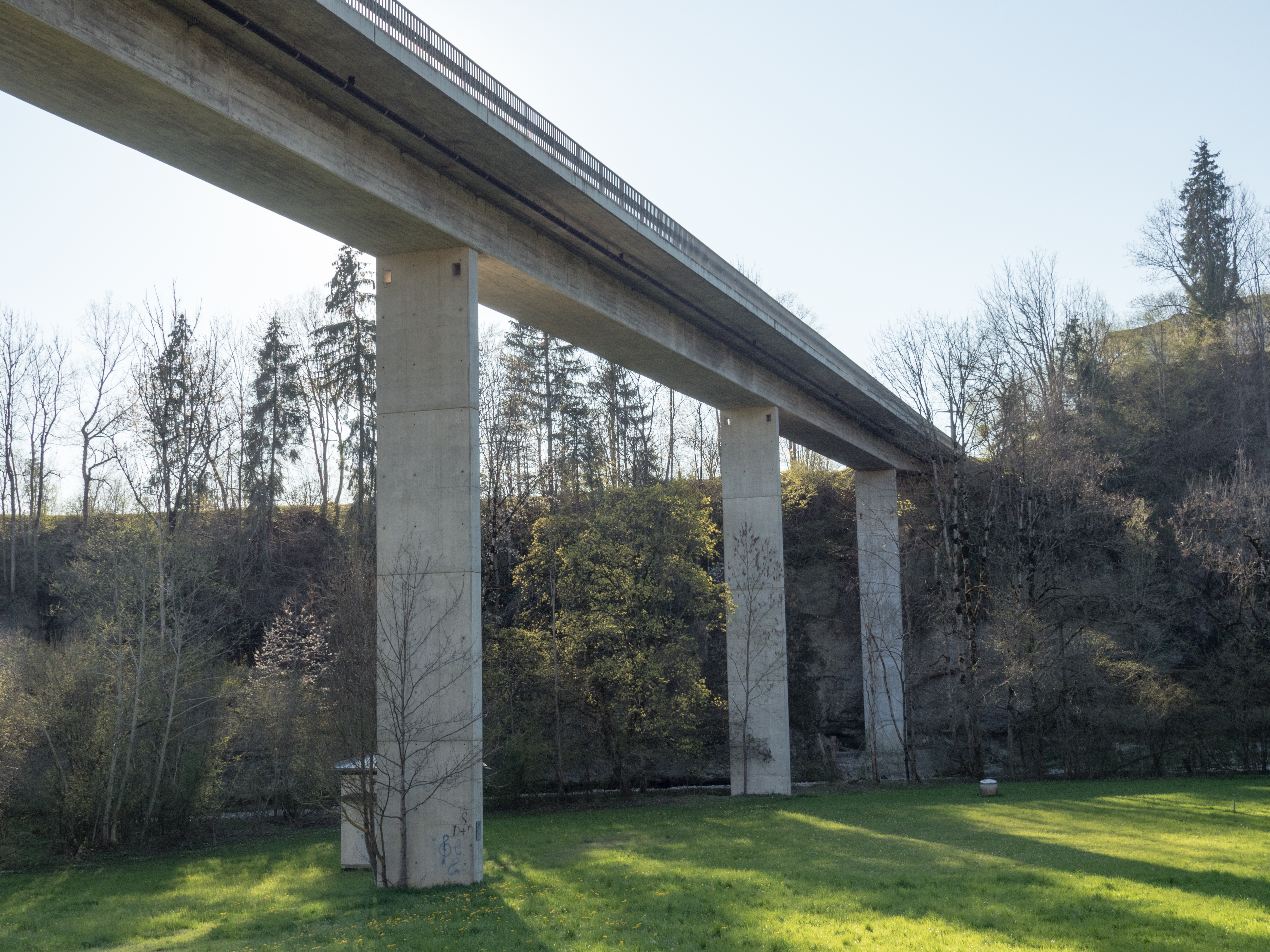
Neue Letzibrücke über den Necker
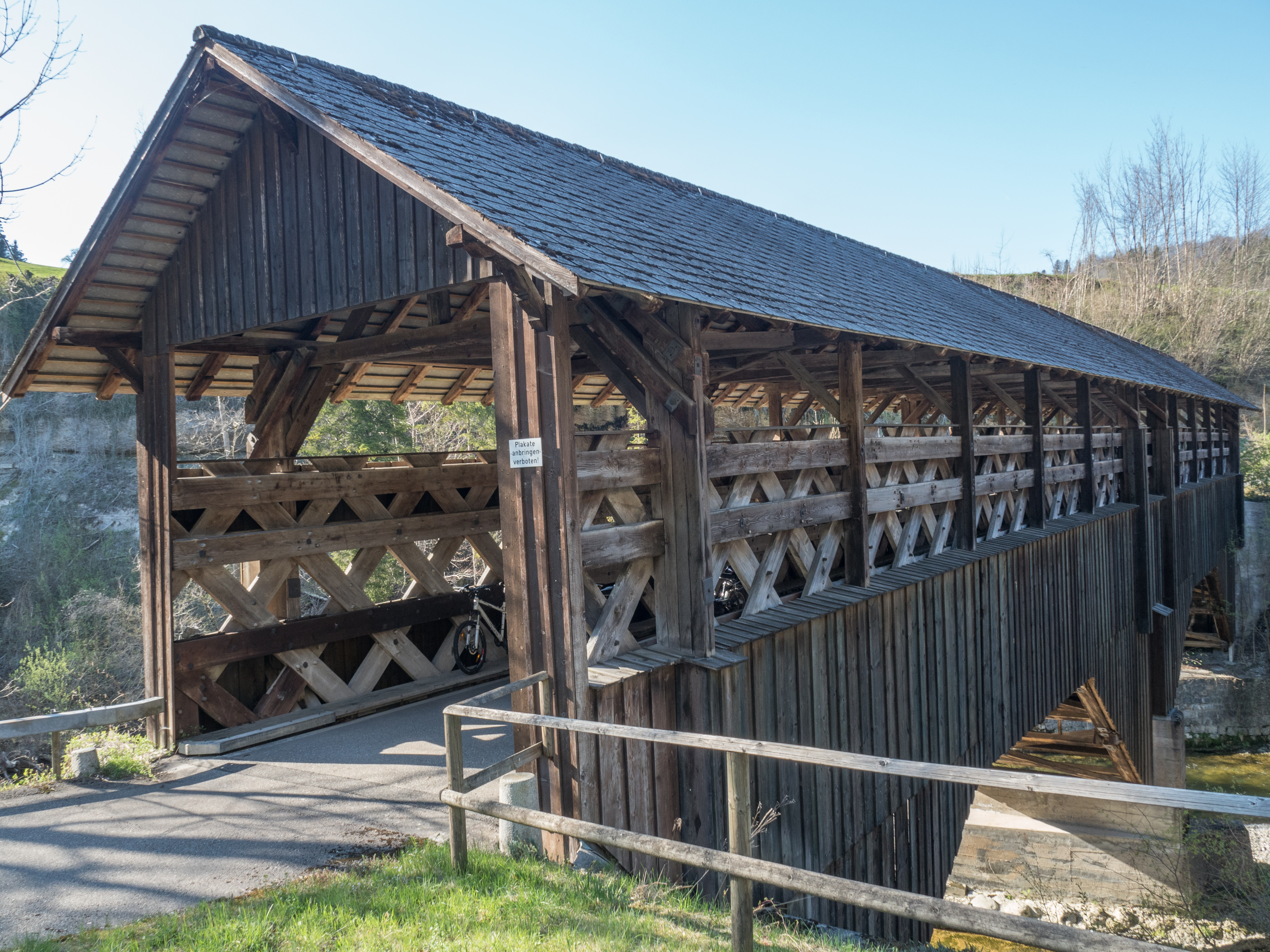
Holzbrücke Anzenwil von Brunnadern über den Necker

## Persönlichkeiten
- Johann Georg Berlinger (1841–1900), Textilfabrikant, Oberst und Politiker